# Abakan-Avia
Abakan-Avia (En ruso: Абакан-Авиа) es una aerolínea basada en Abakan, Rusia. Ofrece servicios de carga por toda Rusia y la CEI, aunque también suele tener contratos con las Naciones Unidas para transportar insumos humanitarios a zonas de guerra y desastre. Sus aeropuertos principales son el Aeropuerto Internacional de Abakán y el Aeropuerto de El Obeid, en Sudán.

## Historia
La compañía fue fundada en 1992 e inicio operaciones en 1993. La aerolínea anteriormente era una de las múltiples divisiones de Aeroflot que se convirtieron en aerolíneas independientes tras la caída de la Unión Soviética. Sus primeras operaciones eran vuelos regionales de carga, pero en 1994 empezó a ofrecer servicios de carga internacionales, principalmente dentro de la CEI, Asia Central y África. Sobol adquirió un 70% de la aerolínea en 2009, dejando el 30% restante en manos de sus empleados. Para 2007, la aerolínea contaba con 72 empleados, en su mayoría mecánicos. En 2002 se propuso una fusión con RusAir, para crear una compañía que ofreciera servicios de pasajeros y carga. Dicha fusión no se llevó a cabo por diferencias entre los directivos de ambas aerolíneas.

## Destinos
- China
- Chipre
- Emiratos Árabes Unidos
- India India
- Mongolia
- Pakistán
- Rusia
- Singapur
- Sudán
- Tailandia
- Turquía
- Uganda

## Campeonato de Rally
En septiembre de 2010 la FIA reveló que tenía planes para hacer una carrera de rally por la llamada Ruta de la Seda, en el tramo de San Petersburgo a Sochi. En este evento, Abakan Avia fue el patrocinador principal, además de que transporto todos los autos y personal que participarían en el rally.